# Georg Hellmesberger senior

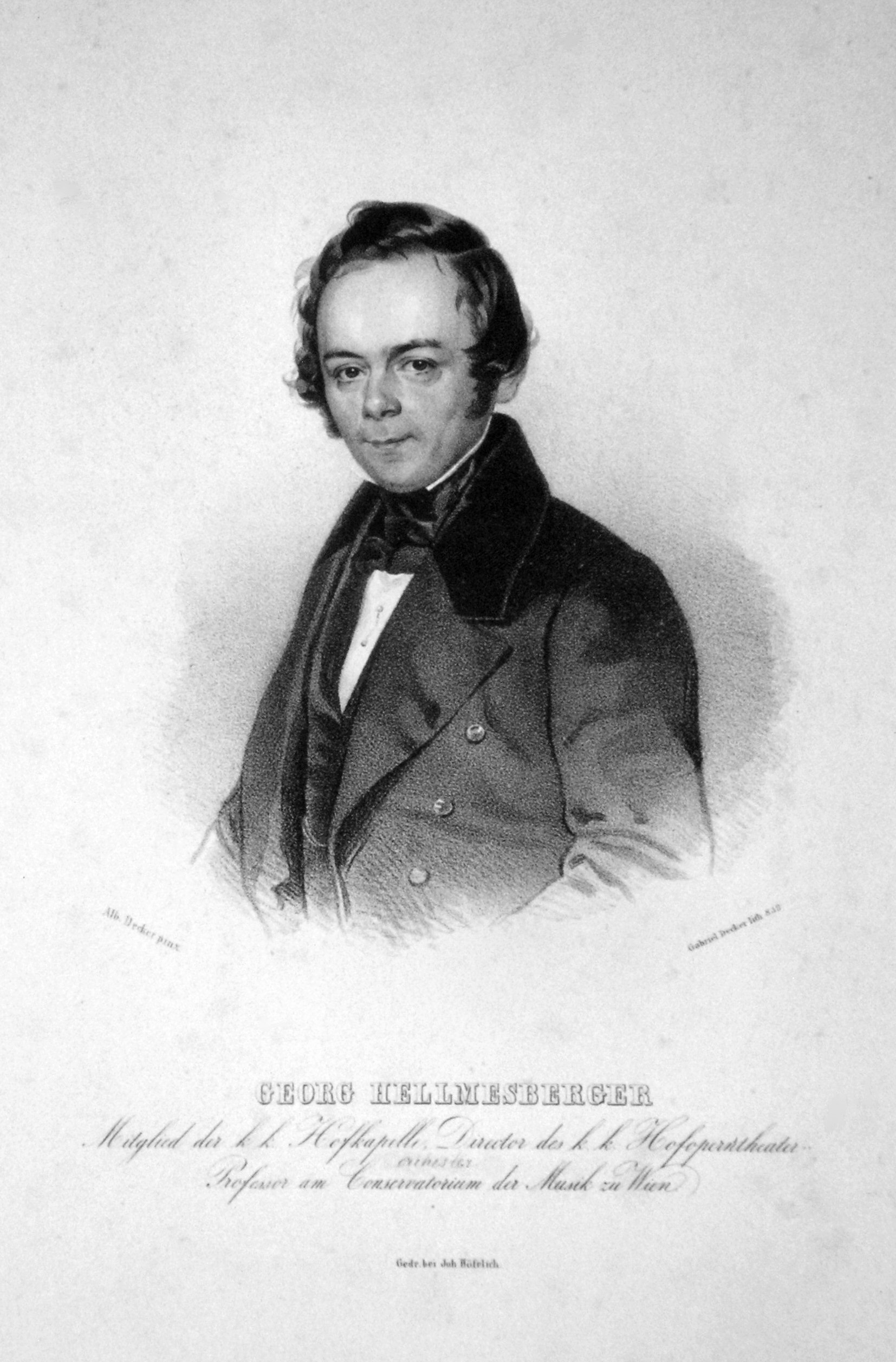
Georg Hellmesberger senior.

Georg Hellmesberger, född den 24 april 1800 i Wien, död där den 16 augusti 1873, var en österrikisk violinist och dirigent, far till Josef Hellmesberger senior och Georg Hellmesberger junior.
Hellmesberger blev 1829 dirigent vid hovoperan och 1833 professor vid konservatoriet i Wien. 
Han var lärare åt Ernst, Miska Hauser, Joachim, Auer med flera och komponerade violinkonserter, stråkkvartetter med mera.